# Léonard Meurice
Pour les articles homonymes, voir Meurice.
Joseph Léonard Ghislain Marie Meurice, né le 6 avril 1896 à Visé et décédé le 18 novembre 1972 dans la même ville, est un homme politique belge catholique. 

## Biographie
Fils de Léon Meurice, professeur à l'Université de Liège et Bourgmestre de Visé, Joseph Meurice fut administrateur de sociétés. Très actif dans la résistance durant la première et la seconde Guerre mondiale (réseau Clarence avec Walthère Dewé). Il est élu sénateur provincial de la province de Liège (1946-1961) puis devient ministre du commerce extérieur (1950-1954). 
Il est signataire du traité instituant la Communauté européenne du charbon et de l'acier au côté de Robert Schumann et de Konrad Adenauer.

## Sources
- Bio sur ODIS